# Wahlkreis North East Somerset

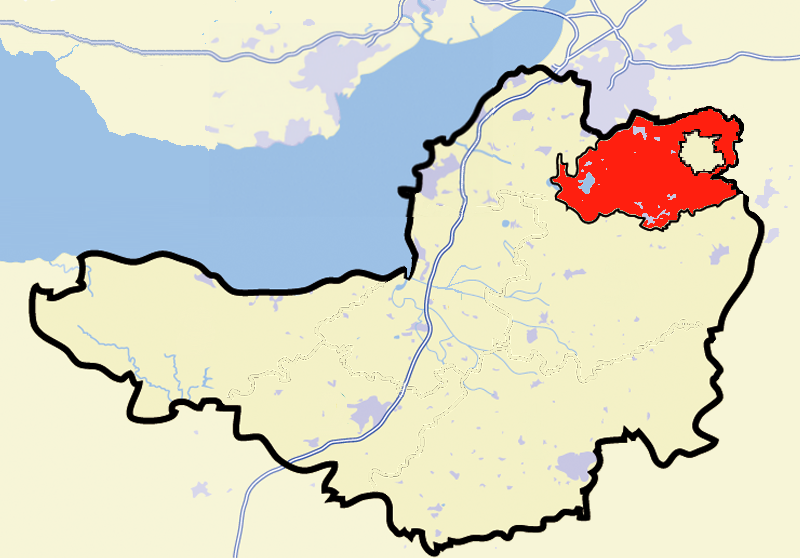
Der Wahlkreis North East Somerset mit den Grenzen von 2007

North East Somerset war ein Wahlkreis für das britische Unterhaus in der Grafschaft Somerset. Der Wahlkreis wurde 2010 in seiner heutigen Form geschaffen und deckte einen Großteil von Keynsham und Midsomer Norton ab. Er entsandt einen Abgeordneten ins Parlament.

## Geschichte

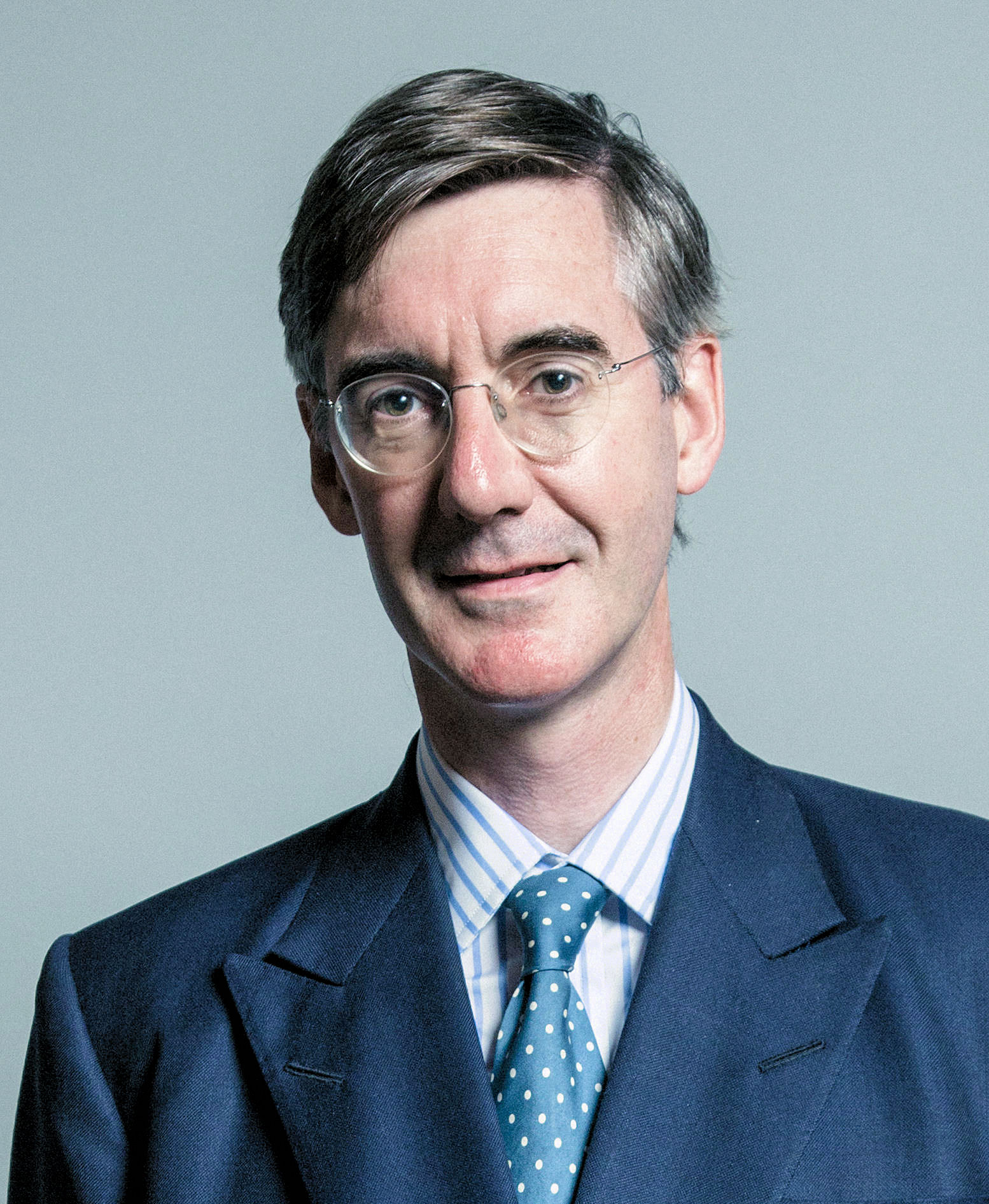
Jacob Rees-Mogg vertrat North East Somerset im House of Commons

Der konservativ und wohlhabend geprägte Wahlkreis im Süden Englands wurde seit seiner Erschaffung bis zur Wahl 2024 von dem konservativen Politiker Jacob Rees-Mogg, welcher seit 2019 als Leader of the House of Commons und als Lord President of the Council unter Premierminister Boris Johnson amtierte, im Parlament vertreten.
Der Wahlkreis wies im April 2013 eine Arbeitslosigkeit von lediglich 1,7 % auf, die damit deutlich niedriger liegt als im nationalen Durchschnitt von 3,8 %.

## Wahlergebnisse
| Unterhauswahl 2019: North East Somerset | Unterhauswahl 2019: North East Somerset | Unterhauswahl 2019: North East Somerset | Unterhauswahl 2019: North East Somerset | Unterhauswahl 2019: North East Somerset |
| Partei                                  | Kandidat                                | Stimmen                                 | %                                       | ±                                       |
| --------------------------------------- | --------------------------------------- | --------------------------------------- | --------------------------------------- | --------------------------------------- |
| Conservative Party                      | Jacob Rees-Mogg                         | 28.360                                  | 50,4                                    | -3,3                                    |
| Labour Party                            | Mark Huband                             | 13.631                                  | 24,2                                    | −10,5                                   |
| Liberal Democrats                       | Nick Coates                             | 12.422                                  | 22,1                                    | +13,8                                   |
| Green                                   | Fay Whitfield                           | 1.423                                   | 2,5                                     | +0,2                                    |
| Unabhängig                              | Shaun Hughes                            | 472                                     | 0,8                                     | −0,2                                    |
| Wahlbeteiligung                         | Wahlbeteiligung                         | 56.477                                  | 76,6                                    | +0,9                                    |

| Unterhauswahl 2017: North East Somerset | Unterhauswahl 2017: North East Somerset | Unterhauswahl 2017: North East Somerset | Unterhauswahl 2017: North East Somerset | Unterhauswahl 2017: North East Somerset |
| Partei                                  | Kandidat                                | Stimmen                                 | %                                       | ±                                       |
| --------------------------------------- | --------------------------------------- | --------------------------------------- | --------------------------------------- | --------------------------------------- |
| Conservative Party                      | Jacob Rees-Mogg                         | 28.992                                  | 53,6                                    | +3,9                                    |
| Labour Party                            | Robin Moss                              | 18.757                                  | 34,7                                    | +9,9                                    |
| Liberal Democrats                       | Manda Rigby                             | 4.461                                   | 8,3                                     | +0,4                                    |
| Green                                   | Sally Calverley                         | 1.245                                   | 2,3                                     | −3,2                                    |
| Unabhängig                              | Shaun Hughes                            | 588                                     | 1,1                                     | +1,1                                    |
| Wahlbeteiligung                         | Wahlbeteiligung                         | 54.043                                  | 75,7                                    | +2,0                                    |

| Unterhauswahl 2015: North East Somerset | Unterhauswahl 2015: North East Somerset | Unterhauswahl 2015: North East Somerset | Unterhauswahl 2015: North East Somerset | Unterhauswahl 2015: North East Somerset |
| Partei                                  | Kandidat                                | Stimmen                                 | %                                       | ±                                       |
| --------------------------------------- | --------------------------------------- | --------------------------------------- | --------------------------------------- | --------------------------------------- |
| Conservative Party                      | Jacob Rees-Mogg                         | 25.439                                  | 49,8                                    | +8,5                                    |
| Labour Party                            | Todd Foreman                            | 12.690                                  | 24,8                                    | −6,8                                    |
| UKIP                                    | Ernest Blaber                           | 6.150                                   | 12,0                                    | +8,6                                    |
| Liberal Democrats                       | Wera Hobhouse                           | 4.029                                   | 7,9                                     | −14,4                                   |
| Green                                   | Katy Boyce                              | 2.802                                   | 5,5                                     | +4,2                                    |
| Wahlbeteiligung                         | Wahlbeteiligung                         | 51.110                                  | 73,7                                    | −2,3                                    |

| Unterhauswahl 2010: North East Somerset | Unterhauswahl 2010: North East Somerset | Unterhauswahl 2010: North East Somerset | Unterhauswahl 2010: North East Somerset | Unterhauswahl 2010: North East Somerset |
| Partei                                  | Kandidat                                | Stimmen                                 | %                                       | ±                                       |
| --------------------------------------- | --------------------------------------- | --------------------------------------- | --------------------------------------- | --------------------------------------- |
| Conservative Party                      | Jacob Rees-Mogg                         | 21.130                                  | 41,3                                    | Neuer Wahlkreis                         |
| Labour Party                            | Dan Norris                              | 16.216                                  | 31,7                                    |                                         |
| Liberal Democrats                       | Gail Coleshill                          | 11.433                                  | 22,3                                    |                                         |
| UKIP                                    | Peter Sandell                           | 1.754                                   | 3,4                                     |                                         |
| Green                                   | Michael Jay                             | 640                                     | 1,4                                     |                                         |
| Wahlbeteiligung                         | Wahlbeteiligung                         | 51.203                                  | 76,0                                    | Wahlkreis nicht existent                |